# امانوئل مانیتا
امانوئل مانیتا (انگلیسی: Emanuele Manitta؛ زادهٔ ۱۲ ژانویهٔ ۱۹۷۷) بازیکن فوتبال اهل ایتالیا است.
از باشگاه‌هایی که در آن بازی کرده‌است می‌توان به باشگاه فوتبال لچه، باشگاه فوتبال مسینا، باشگاه فوتبال بولونیا، باشگاه فوتبال باری، باشگاه فوتبال روبور سیه‌نا، باشگاه فوتبال کاتانیا، باشگاه فوتبال لیورنو، و باشگاه فوتبال ناپولی اشاره کرد.